# کیم مین ها
این یک نام کره‌ای است؛ نام خانوادگی کیم است.
کیم مین ها (کره‌ای: 김민하؛ زادهٔ ۱ سپتامبر ۱۹۹۵) بازیگر اهل کره جنوبی است.

## فیلم‌شناسی

### فیلم
| سال  | عنوان                   | نقش          | منابع |
| ---- | ----------------------- | ------------ | ----- |
| ۲۰۱۸ | پس از بهار              | هیون جونگ    |       |
| ۲۰۲۰ | خیابان اصلی             | گا یونگ      |       |
| ۲۰۲۰ | Killer Swell: Our Space | یوجین        |       |
| ۲۰۲۰ | تماس                    | جوانی سون-هی |       |
| ۲۰۲۰ | بازگشت به خانه          | هه جونگ      |       |

### تلویزیون
| سال  | عنوان         | نقش          | شبکه          | منابع |
| ---- | ------------- | ------------ | ------------- | ----- |
| ۲۰۱۶ | دو دختر فصل ۲ | دختر ۲       | ناور تی‌وی     |       |
| ۲۰۱۷ | مدرسه ۲۰۱۷    | یو سونگ اون  | کی‌بی‌اس۲       |       |
| ۲۰۱۸ | شرکای عدالت   | پارک می یونگ | ام‌بی‌سی        |       |
| ۲۰۲۲ | پاچینکو       | سون‌جا        | اپل تی‌وی پلاس | [ ۲ ] |